# Barrett XM500

Barrett XM500 — самозарядная крупнокалиберная снайперская винтовка, разработанная американской фирмой Barrett Firearms на основе Barrett M82. Для стрельбы из данной винтовки применяются патроны 12,7×99 мм (.50 BMG). Технически представляет собой 10-зарядную винтовку, построена в компоновке «буллпап» и использует газоотводную автоматику с запиранием ствола поворотным затвором.
Винтовка комплектуется оптическим прицелом. На винтовку также можно установить лазерный указатель и дульный тормоз.